# Libnotes (Goniodineura) signaticollis
Libnotes (Goniodineura) signaticollis is een tweevleugelige uit de familie steltmuggen (Limoniidae). De soort komt voor in het Oriëntaals gebied.